# Lon Stiner
Alonzo L. „Lon” Stiner (Hastings, Nebraska, 1903. június 20. – Richland, Washington, 1985. március 8.) amerikai amerikaifutball-játékos és -edző.

## Játékosként
1922–1923-ban a Lombard College-re járt, majd 1924-ben átiratkozott a Nebraska–Lincolnra. 1925–1926-ban a Nebraska Cornhuskers játékosa volt; 1926-ban csapatkapitánnyá választották és elnyerte az All-America elismerést.

## Edzőként
1927 őszén a Colorado Buffaloes, 1928 őszén pedig az Oregon State Beavers helyettes amerikaifutball-edzője és atlétika-vezetőedzője lett.
A nagy gazdasági világválság miatt a Beavers 1933 januárjában megvált Paul J. Schisslertől, utódja április 29-én Stiner lett. Amerikaifutball-edzőként 74–49–17-es eredményt ért el (58,9%-os arány), valamint 1939-ben megnyerték a Pineapple Bowlt.

### A „vasemberek”
A USC Trojans elleni 1933. október 21-ei mérkőzést sokan a Beavers legsikeresebbjének tartják. A döntetlen játékkal a Trojans egymás utáni 25-ös győzelmi sorozata szakadt meg, valamint míg nekik összesen nyolcvan játékosuk volt, a Beavers cserék nélkül, 11 személlyel játszotta végig a hatvan percet.

### Az 1942-es Rose Bowl
Az 1942-es Rose Bowlt a Pearl Harbor elleni japán támadás miatt nem Pasadenában, hanem a Duke Blue Devils észak-karolinai stadionjában rendezték meg. A mérkőzést 20–16-ra a Beavers nyerte.

### Piramisjáték
A rúgások blokkolására alkalmas, eredetileg poénnak szánt „piramisjátékot” annak sikerességét követően az Oregon Ducks elleni mérkőzésen is használták, de az NCAA egy éven belül betiltotta.
Stiner 1949 márciusának elején lemondott, utódja Kip Taylor lett.

## Halála és emlékezete
1976-tól élete utolsó nyolc évét egy richlandi idősotthonban töltötte. Utolsó évében beteg volt. Búcsúztatóját a portlandi Riverview kápolnában tartották.
Az Oregon State Beaversnél 140 játék alatt volt edző. 1981-ben az Oregon Sports Hall of Fame, 1990-ben az Oregoni Állami Egyetem dicsőségcsarnoka, 2008-ban pedig a National Football Foundation Hall of Fame tagja lett.

## Családja
Visszavonulása után az Edward Hines Lumber Company munkaügyi képviselőjeként dolgozott. 1968-as nyugdíjba vonulását követően feleségével, Caroline-nal Woodburnbe költöztek.

## Eredményei amerikaifutball-vezetőedzőként
| Év                                              | Eredmény                                        | Eredmény                                        | Helyezés                                        | Továbbjutás                                     |
| Év                                              | Összesített                                     | Konferencia                                     | Helyezés                                        | Továbbjutás                                     |
| Oregon State Beavers (Pacific Coast Conference) | Oregon State Beavers (Pacific Coast Conference) | Oregon State Beavers (Pacific Coast Conference) | Oregon State Beavers (Pacific Coast Conference) | Oregon State Beavers (Pacific Coast Conference) |
| ----------------------------------------------- | ----------------------------------------------- | ----------------------------------------------- | ----------------------------------------------- | ----------------------------------------------- |
| 1933                                            | 6–2–2                                           | 2–1–1                                           | 4.                                              | –                                               |
| 1934                                            | 3–6–2                                           | 0–5–2                                           | 9.                                              | –                                               |
| 1935                                            | 6–4–1                                           | 2–3–1                                           | 7.                                              | –                                               |
| 1936                                            | 4–6                                             | 3–5                                             | 6.                                              | –                                               |
| 1937                                            | 3–3–3                                           | 2–3–3                                           | 6.                                              | –                                               |
| 1938                                            | 5–3–1                                           | 4–3–1                                           | T–3.                                            | –                                               |
| 1939                                            | 9–1–1                                           | 6–1–1                                           | 3.                                              | Pineapple Bowl                                  |
| 1940                                            | 5–3–1                                           | 4–3–1                                           | 3.                                              | –                                               |
| 1941 (AP Poll 12. hely)                         | 8–2                                             | 7–2                                             | 1.                                              | Rose Bowl                                       |
| 1942                                            | 4–5–1                                           | 4–4                                             | 5.                                              | –                                               |
| 1945                                            | 4–4–1                                           | 4–4                                             | 4.                                              | –                                               |
| 1946                                            | 7–1–1                                           | 6–1–1                                           | 2.                                              | –                                               |
| 1947                                            | 5–5                                             | 3–4                                             | 6.                                              | –                                               |
| 1948                                            | 5–4–3                                           | 2–3–2                                           | 6.                                              | Pineapple Bowl                                  |
| Összesen:                                       | 74–49–17                                        | 49–42–13                                        | –                                               | –                                               |
| Jelmagyarázat: Konferenciabajnok                |                                                 |                                                 |                                                 |                                                 |

## Fordítás
- Ez a szócikk részben vagy egészben  a   Lon Stiner című angol Wikipédia-szócikk ezen változatának fordításán alapul.  Az eredeti cikk szerkesztőit annak laptörténete sorolja fel. Ez a jelzés csupán a megfogalmazás eredetét és a szerzői jogokat jelzi, nem szolgál a cikkben szereplő információk forrásmegjelöléseként.